# Космологія

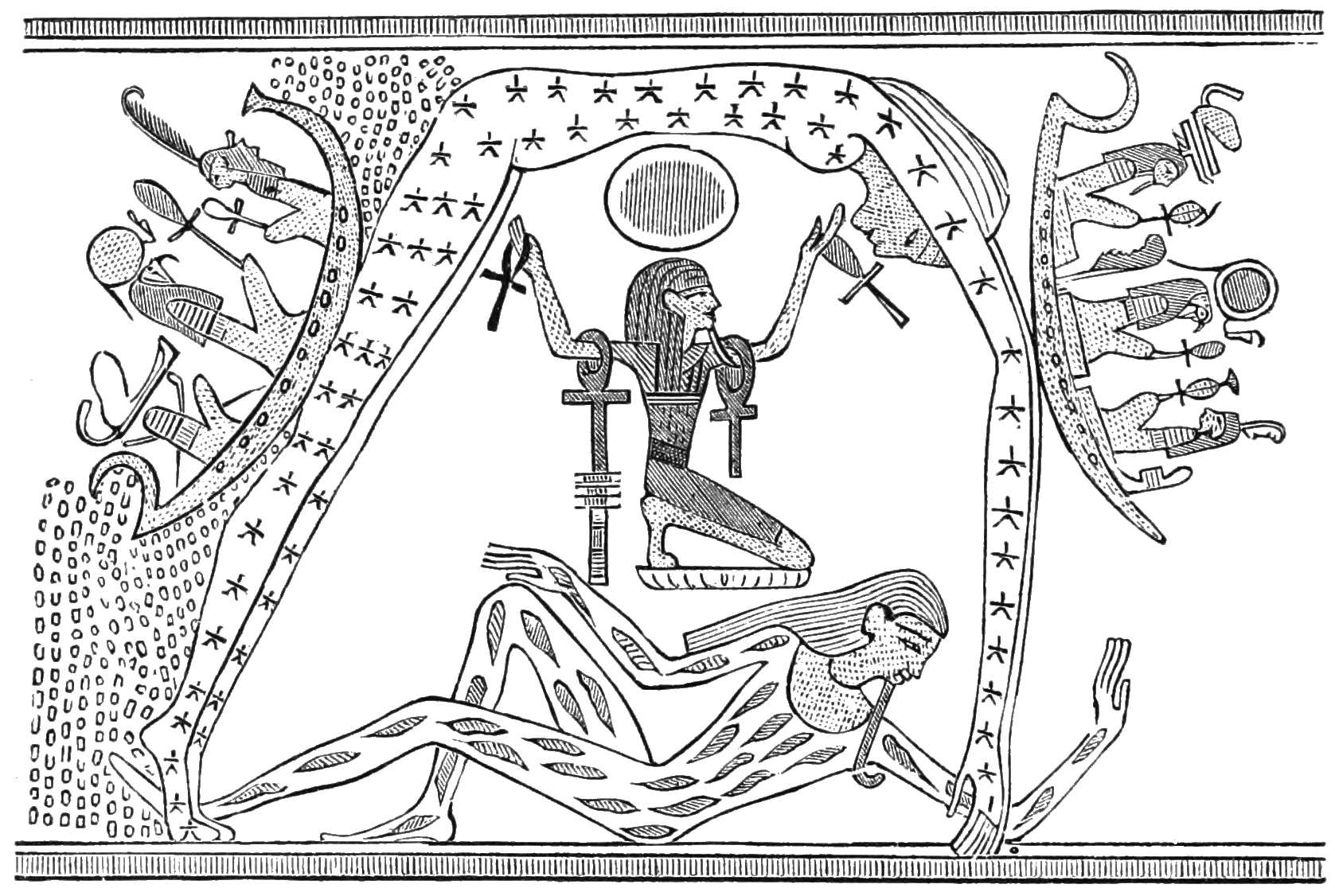
Уявлення стародавніх єгиптян про Всесвіт

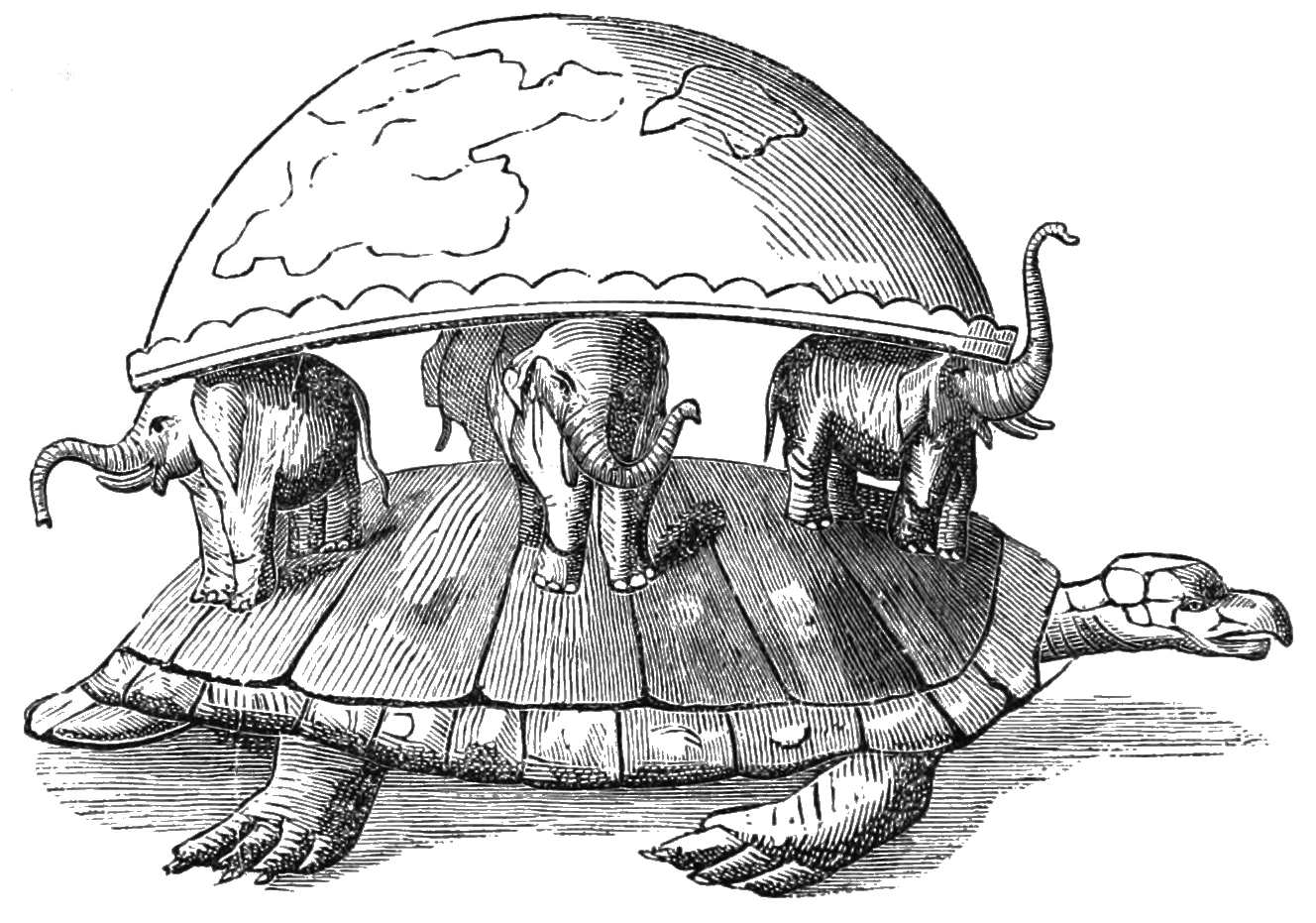
Уявлення стародавніх індусів про Всесвіт

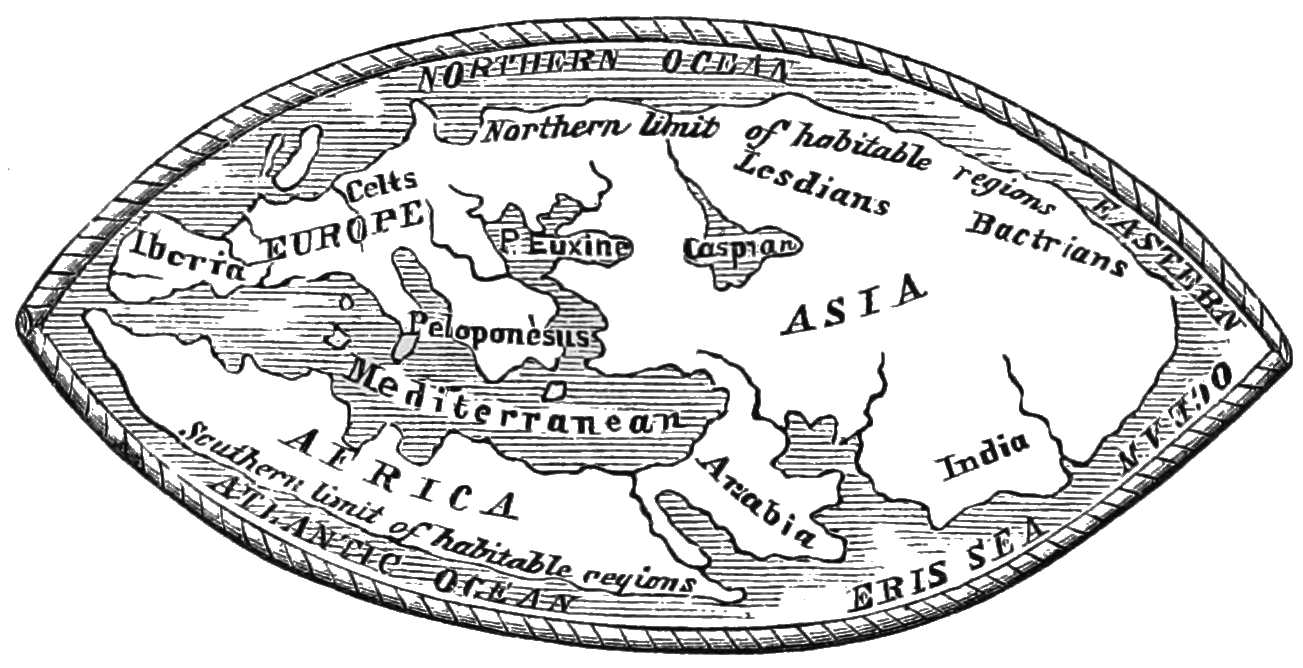
Уявлення стародавніх греків про Всесвіт

Космоло́гія (грец. κοσμολογία від грец. κόσμος — «всесвіт» і грец. λογια — «вчення») — вчення про Всесвіт у цілому та про місце людства у ньому. Незважаючи на давність самого вчення, термін «космологія» був уперше введений філософом Христіаном Вольфом (нім. Christian Wolff) лише в 1730 році — і в наш час використовується в фізиці, філософії, езотериці та релігії.

## Висвітлення космологічних поглядів в українській філософії
Українська школа філософії опирається на радянську школу, дарма що стан гуманітарних наук у СРСР був не на найвищому рівні. Це зумовлювалось несиметричним ставленням радянської верхівки до природничих та гуманітарних наук, не на користь других. У результаті гуманітарні науки стали заручниками політичної пропаганди, базованої на поглядах вождів революції Володимира Леніна, Карла Маркса та Фрідріха Енгельса, виконуючи при цьому суто пасивну роль і не маючи достатніх умов для самостійного розвитку.
Розпад СРСР супроводжувався соціальними потрясіннями — і кардинально не вплинув на стан гуманітарних наук в уже незалежній Україні. Як прямий наслідок, висвітлення великої низки новітніх досліджень в галузі філософії та пов'язаної з нею термінології, які до того часу розвивалися в країнах Європи та Америки, в українській філософії кінця 20-го та початку 21-го сторіч залишився незадовільним. Як приклад можна навести відчутний брак уваги до космологічних поглядів у релігії, метафізиці та езотериці, — як і загалом до цих галузей. У цей період української філософії, практично вся новітня космологія була зведена до досягнень фізичної космології, що й відображено в філософських словниках епохи.

## Прикладні напрямки
У наш час розрізняють чотири основні вчення про Всесвіт, які різняться між собою шляхами та методами здобуття знань:
- Фізика та астрофізика відіграють провідну роль у розвитку фізичної космології — розділу астрономії, який вивчає Всесвіт як ціле опираючись на закони фізики і використовуючи результати фізичних експериментів та астрофізичних спостережень.
- Частиною світоглядної філософії є метафізична космологія, яка передбачає використання людської свідомості для формування інтуїтивних висновків про природу Всесвіту, людини та Бога і/або їх взаємозв'язків між собою базованих на розширені деякого набору припущень запозичених з духовного досвіду і/або спостережень.
- Космологія є важливим витоком віри в релігії і міфології, які намагаються пояснити буття та природу дійсності. В деяких випадках, уявлення про створення (космогонія) і руйнування (есхатологія) Всесвіту відіграють центральну роль у формуванні структури релігійної космології, метою якої є зрозуміти роль людського суспільства у Всесвіті.
- На протиріччі між релігією та філософією виникла езотерична космологія — відмінна від релігійної космології меншою залежністю від традицій та впевненістю в інтелекті а не вірі, і, відмінною від метафізичної космології в її акценті на духовності як базовому понятті.

### Фізична космологія
Фізична космологія — підрозділ астрономії, який досліджує фізичне походження Всесвіту і його природу в найбільших масштабах. На ранньому етапі свого розвитку, фізична космологія була тим, що зараз відомо як дослідження небосхилу та небесна механіка. Грецькі філософи Аристарх Самоський, Арістотель і Птоломей запропонували різні космологічні теорії  [Архівовано 13 лютого 2013 у Wayback Machine.]. Зокрема геоцентрична система Птолемея, яка відпочатку була побудована на космологічній моделі Арістотеля, а згодом набула самостійного значення, довгий час слугувала для розрахунку та пояснення видимих рухів світил на небосхилі. Згодом, Миколай Коперник запропонував значно простішу для розрахунків та уявного відтворення геліоцентричну модель сонячної системи  [Архівовано 16 січня 2013 у Wayback Machine.], яка в той час утотожнювалась з моделлю Всесвіту. Йоган Кеплер, опираючись на спостереження Тихо Браге [Архівовано 16 січня 2013 у Wayback Machine.], здійснив якісний математичний опис цієї моделі  [Архівовано 12 січня 2013 у Wayback Machine.]. Поряд з цим Галілео Галілей довів її правильність на основі власних спостережень та наукових методів досліджень, які сам тоді вперше сформулював  [Архівовано 22 січня 2013 у Wayback Machine.]. Роботи Галілея започаткували протистояння стрімко зростаючої фізичної космології, яка в той час була зародком науки, з релігійною космологією розширеною за рахунок космологічних поглядів Арістотеля що до руху світил на небосхилі  [Архівовано 11 квітня 2009 у Wayback Machine.]. Наслідком такого протистояння став перегляд прихильниками релігійної космології деяких її категоричних тверджень та висновків зроблених на основі вчень Арістотеля, в той час як фізична космологія знайшла своє продовження в працях Ісаака Ньютона [Архівовано 9 липня 2008 у Wayback Machine.], який довершив створення цієї моделі формулюванням законів механіки [Архівовано 12 червня 2008 у Wayback Machine.] та вивиденням закону тяжіння [Архівовано 13 лютого 2013 у Wayback Machine.]. Після відкриття зір і ототожнення їх із Сонцем, а також після відкриття нашої Галактики та великої кількості інших галактик у найвіддаленіших ділянках простору доступних спостереженням, модель Сонячної системи втратила значення моделі Всесвіту. Створення нової моделі Всесвіту було розпочато з гіпотези про поширеність законів механіки і всіх інших законів природи, відкритих в Сонячній системі, на всі ділянки простору та тіла у ньому. Базою такій гіпотезі слугували висновки теорії Ньютона про поширеність законів механіки на всі тіла Сонячної системи. Поширеність законів механіки та деяких інших законів природи (зокрема законів квантової механіки, яку можна вважати підґрунтям хімії, законів термодинаміки, електромагнетизму тощо) на віддалені об'єкти космосу з розвитком спостережувальної астрономії неодноразово перевірялась та підтверджувалась в явній та неявній формах в роботах численних астрономів.
Відчутного поштовху у напрямку розвитку фізична космологія зазнала після створення спеціальної та загальної теорій відносності Альбертом Ейнштейном [Архівовано 13 липня 2008 у Wayback Machine.]. В спеціальній теорії відносності знайшли своє математичне відображення революційні на той час зміни у поглядах на простір і час, які природно виникли під час спроб пояснити незалежність швидкості світла від руху спостерігача відносно джерела, встановлену в експериментах Хука і Фізо та, більш точно, в експерименті Майкельсона-Морлі. Згідно із цими поглядами, простір і час не є абсолютними та незалежними один від одного, а залежать від руху спостерігачів які їх вимірюють. Наступним важливим етапом для розвитку фізичної космології стала гіпотеза Ейнштейна про зв'язок геометричних характеристик простору-часу та енергетичних характеристик матерії — енергії та імпульсу. Ця гіпотеза явно чи неявно лежить в основі всіх створених в наш час теорій гравітаційного поля, серед яких пальму першості та провідне місце по застосуванню займає загальна теорія відносності Ейнштейна, побудована на основі Ріманової геометрії чотиривимірного простору-часу (простір Мінковського). Фрідман знайшов розв'язки рівнянь загальної теорії відносності Ейнштейна для однорідного і ізотропного розподілу речовини у Всесвіті, що відповідає реальному розподілу речовини на найбільших доступних для спостереження масштабах, і показав що Всесвіт не є стаціонарним — середня густина змінюється з часом. Едвін Хаббл підтвердив таку нестаціонарність встановивши залежність між зсувом спектрів далеких галактик (внаслідок ефекту Доплера) та відстанню до них. Згодом, низкою науковців, зокрема американським фізиком з України Георгієм Гамовим, був запропонований сценарій гарячого Всесвіту — феноменологічний опис його розвитку. Цей сценарій був несподівано підтверджений відкриттям реліктового випромінювання, що залишилося від гарячої епохи. Існування такого випромінювання було передбачено Георгієм Гамовим.
Після створення інфляційної моделі Аланом Гутом, стало можливим пояснити механізм Великого Вибуху та деякі характеристики Всесвіту, серед яких — залежність усередненої по всьому просторі амплітуди неоднорідностей густини від їх масштабу. Кульмінацією розвитку фізичної космології, стало відкриття неоднорідного розподілу температури залишкового випромінювання по кутових координатах в супутниковому експерименті COBE [Архівовано 9 травня 2013 у Wayback Machine.] та, більш точно, в експерименті WMAP [Архівовано 19 січня 2008 у Wayback Machine.]. Наявність таких неоднорідностей передбачалась створеною теорією. На сьогоднішній момент космологія достатньо успішно пояснює розвиток Всесвіту від моменту Великого Вибуху до сьогоднішніх днів, кількісно описуючи всі його характеристики, і є наукою що стрімко розвивається.

### Автодидактичний Всесвіт
У квітні 2021 Лі Смолін, Стефон Олександр, та команда фізиків-теоретиків, яка працює з Microsoft, запропонували підхід до космології, у якому запропоновано дослідження ландшафту можливих законів в вигляді певного класу матричних моделей шляхом припущення, що походження фізичних законів можна пояснити на основі архітектур машинного навчання у відповідності з фізичними теоріями .

### Метафізична космологія
У філософії та метафізиці, космологія має справу з Всесвітом, який, за означенням, охоплює весь простір, час і всі явища. Історично, космологія мала доволі широкі межі, і в більшості випадків була заснована на релігії. Стародавні греки не робили різниці між таким її застосуванням та їх моделями космосу.
Однак, в сучасному застосуванні метафізична космологія займається проблемами Всесвіту, які лежать поза можливостями науки (фізичної космології). Відмінність метафізичної космології від релігійної космології полягає в тому, що перша наближається до цих питань використовуючи філософські методи (такі як діалектика тощо). Сучасна метафізична космологія намагається вирішити такі питання, як:
- Яке походження Всесвіту? Яка його першопричина? Його існування необхідне? (див. монізм, пантеїзм, еманатіонізм і креаціонізм);
- Які остаточні матеріальні компоненти Всесвіту? (див. механізм, динамізм, гіломорфізм, атомізм);
- Яка кінцева причина для існування Всесвіту? Всесвіт має ціль? (див теологія);

### Релігійна космологія
Більшість релігійних світів базуються на вірі, яка пояснює походження Всесвіту та життя.
Часто вони засновані на біблійних вченнях та мають вигляд догматичної віри, однак в деяких випадках можуть бути розширені з допомогою філософських та метафізичних аргументів. В деяких вірах, Всесвіт є створений дією Бог-бога/богів, який/які також відповідальний/і за створення людства (див. креаціонізм). В більшості випадків, релігійна космологія також передбачає кінець Всесвіту шляхом окремої божої дії або як наслідок початкового божого помислу.
- І християнство і юдаїзм покладаються на оповіді Пророків як на біблійну основу релігійної космології. Див. також Біблійна космологія і Тзимтзум (Tzimtzum).
- Іслам покладається на вивчення корану як основного джерела для пояснення релігійної космології. Див. Ісламська космологія та The Quran and Cosmology [Архівовано 3 серпня 2017 у Wayback Machine.].
- Певні прихильники буддизму, індуїзму (див. також юдейська космологія) і джайнізму вважають, що Всесвіт проходить через нескінченні цикли створення і руйнування, при цьому кожен цикл триває протягом трильйонів років (наприклад в індуїзмі цикл триває 331 трильйон років, що складає тривалість життя Брами), і має численні підцикли місцевого створення та руйнування (в індуїзмі, як приклад, день Брами триває 4.32 мільярди років). Ведичне (індуське) бачення світу базується на істинному божественному принципі самопроектуванні як божественному слові, а 'народження' Всесвіту відбулося від моністичного Hiranyagarbha або Золотої Матки.
- Складна суміш рідних Ведіку богів, духів і демонів, надставлених над божествами Індуїзму та Буддизму, їх віруваннями та традиціями, є ключем до Шрі-Ланкійської космології.

Деякі релігії сприймають відкриття зроблені в рамках фізичної космології, особливо великий вибух. Так, римо-католицька церква розглядає це як філософську пропозицію першопричини. Інші робили спроби використати методологію науки, щоб захистити погляди власних релігійних космологій, такі як інтелектуальний намір або креаціоністську космологію.

### Езотерична космологія
Більшість езотеричних і окультних вчень містять доволі складну космологію. Вони складають мапу Всесвіту і станів існування та свідомості відповідно до світоглядних поглядів цієї специфічної доктрини. Ця космологія покриває багато проблем які розглядаються в релігійній та філософській космологіях, зокрема такі як походження, мету та долю Всесвіту і свідомості та природу існування. Тому досить важко відрізнити де кінець релігії чи філософії і початок езотерики та/або окультизму.
Загальні теми, до яких звертаються в езотеричній космології — еманація, заплутаність, еволюція, епігенезис, грані існування, ієрархія божественного існування, космічні цикли (такі як космічний рік, Юга), йогічні або духовні дисципліни, стани свідомості тощо.
Приклади езотеричної космології можна знайти зокрема в: Гностицизм, Книга Урантія, Тантра (зокрема Кашмір Шайвізм), Каббалах, Суфізм, Сурат Шабда Йога, Теософія, Антропософія, Четвертий Шлях, Розсекречення космо-концепцій, Бог Говорить тощо.

### Паперові джерела
- Філософський словник / за ред. В. І. Шинкарука. — 2-ге вид., перероб. і доп. — К. : Головна ред. УРЕ, 1986.

1. Введение в современную космологию / С. Л. Парновский, А. С. Парновский ; Нац. акад. наук Украины, Нац. косм. агентство Украины, Ин-т косм. исслед. – Киев : Наук. думка, 2013. – 150 с. : ил. – (Проект "Наукова книга". Сучасні космічні дослідження. ; вип. 2). – Библиогр.: с. 147-149 (38 назв.). – ISBN 978-966-00-1268-4
2. Бакина В. И. Космологическое учение Гераклита Эфесского // Вестник Московского университета. Сер.7. Философия.. 1998.№ 4. С.42-55.
3. Бакина В. И. Космологические учения раннегреческих философов: Учеб. пособие. М., Изд-во Моск. ун-та. 1999. −104 с.
4. Гаврюшин Н. К. Византийская космология в XI веке // Историко-астрономические исследования. — М.: «Наука», 1983. Выпуск XVI. С.325-338.
5. Гаврюшин Н. К. Космологический трактат XV века как памятник древнерусского естествознания // Памятники науки и техники. 1981. М.: Наука, 1981, С. 183—197.
6. Лебедев А. В. Фалес и Ксенофан (Древнейшая фиксация космологии Фалеса) // Античная философия в интерпретации буржуазных философов. М., 1981.
7. Лупандин И. В. Аристотелевская космология и Фома Аквинский // Вопросы истории естествознания и техники. 1989. № 2. С.64-73.
8. Мочалова И. Н. О двух космологических традициях в Ранней Академии // Вестник Ленинградского государственного университета имени А. С. Пушкина (серия философия). 2007.- № 3 (6).- С.26-34.
9. Житомирский С. В. Гелиоцентрическая гипотеза Аристарха Самосского и античная космология. // Историко-астрономические исследования. М., 1986. Вып. 18. С. 151—160.
10. Фролов Б. Число в архаической космологии // Астрономия древних обществ. М., 2002.С.61-68.
11. Gombrich, R. F. «Ancient Indian Cosmology.» In Ancient Cosmologies, edited by Carmen Blacker and Michael Loewe, 110—142. London: Allen and Unwin, 1975.
12. Henderson, John B. The Development and Decline of Chinese Cosmology. Neo-Confucian Studies Series. New York: Columbia University Press, 1984.-->
13. Д. И. Нагирнер — Элементы космологии. — СПб.: изд.-во СПбГУ, 2001. В электронном виде доступна: https://web.archive.org/web/20040422174744/http://www.astro.spbu.ru/JSEC/cosmint.ps
14. C. Bonneau, S. Brunier. Une sonde defie l'espace et le temps. Science&Vie, № 1072, Janvier 2007, p. 43
15. Лорен Грэхэм Глава XII Космология и космогония [Архівовано 2 липня 2010 у Wayback Machine.] из книги Естествознание, философия и науки о человеческом поведении в Советском Союзе [Архівовано 3 лютого 2009 у Wayback Machine.]
16. Сажин М. В. Современная космология в популярном изложении. URSS. 2002. 240 с
17. Чернин А. Д. Звезды и физика. Изд.2. URSS. 2004. 176 с.
18. М. Л. Фильченков, С. В. Копылов, В. С. Евдокимов Курс общей физики: дополнительные главы.
19. Идлис Г. М. Революции в астрономии, физике и космологии. М., 1985.-232 с.
20. Павленко А. Н. Современная космология: проблема обоснования // Астрономия и научная картина мира. М. ИФРАН, 1996;
21. Павленко А. Н. Европейская космология: основания эпистемологического поворота, М.- ИНТРАДА, 1997;
22. Ригер Л. Введение в космологию./перевод с чеш. В. Н. Вагнер М., 1959.
23. Турсунов А. Философия и современная космология. М., 1977.

## Інтернет-ресурси
- ЗБІРНИК: КОСМОЛОГІЯ